# Phestilla melanobrachia
Phestilla melanobrachia är en snäckart som beskrevs av Bergh 1874. Phestilla melanobrachia ingår i släktet Phestilla och familjen Tergipedidae. Inga underarter finns listade i Catalogue of Life.